# Třebeň
Třebeň là một làng thuộc huyện Cheb, vùng Karlovarský, Cộng hòa Séc.